# Anthony Daniels
Pour les articles homonymes, voir Anthony Daniels (psychiatre) et Daniels.
Anthony Daniels est un acteur britannique né le 21 février 1946 à Salisbury au Royaume-Uni.

## Biographie
Anthony Daniels a suivi une formation théâtrale. Après quoi, George Lucas le retient pour le rôle du droïde de protocole C-3PO durant les divers épisodes de la saga Star Wars. Ce sont sa silhouette svelte et ses talents de mime qui lui ont assuré le rôle, dès que Lucas l'a aperçu.
Finalement, en plus d'être à l'intérieur du costume brillant, il prêtera sa voix, dont le timbre est unique, une fois de plus svelte et épuré. Il qualifie lui-même cette voix comme étant celle d'un majordome britannique zélé. Il parle couramment français.
C'est le seul acteur qui est présent dans chacun des films des trois trilogies Star Wars ; il joue également dans les trois films dérivés de la saga, à savoir The Clone Wars, Rogue One et Solo — dans ce dernier film, il incarne non pas C-3PO mais le personnage humain Tak,,.
Il participe à Star Wars in concert, où il fait office de narrateur et guide le public à travers l'univers Star Wars, tout au long des deux heures de concert.

## Filmographie
- 1976 : Centre Play for Christmas: William Wilson (série télévisée) : Glendenning
- 1977 : Star Wars, épisode IV : Un nouvel espoir (Star Wars) : C-3PO
- 1978 : Le Seigneur des anneaux (The Lord of the Rings) : Legolas (voix)
- 1978 : Au temps de la guerre des étoiles (The 'Star Wars' Holiday Spécial) (TV) : C-3PO
- 1980 : Star Wars, épisode V : L'Empire contre-attaque (Star Wars: Épisode V - The Empire Strikes Back) : C-3PO
- 1983 : Star Wars, épisode VI : Le Retour du Jedi (Star Wars: Épisode VI - Return of the Jedi) : C-3PO
- 1984 : The Country Diary of an Edwardian Lady (série télévisée)
- 1985 : Droïdes : Les Aventures de R2-D2 et C-3PO (série télévisée) : C-3PO (voix)
- 1987 : Star Tours : C-3PO (attraction queue area) (voix)
- 1990 : The World of Eddie Weary (TV) : Bruce
- 1990 : I Bought a Vampire Motorcycle (en) : Priest
- 1995 : Les Aventures du jeune Indiana Jones  (TV) : Francois
- 1995 : Prime Suspect 4: The Lost Child (TV) : Pathologist
- 1995 : Prime Suspect 4: Inner Circles (TV) : Pathologist
- 1999 : Star Wars, épisode I : La Menace fantôme (Star Wars: Épisode I - The Phantom Menace) : C-3PO
- 2001 : Urban Gothic (série télévisée) dans l'épisode Serotonin Wild : M. Tidyman
- 2002 : Star Wars: Connections (TV) : C-3PO
- 2002 : Star Wars, épisode II : L'Attaque des clones (Star Wars: Épisode II - Attack of the Clones) : C-3PO et caméo en tant que Lieutenant Dannl Faytonni
- 2003 : Ghosts of Albion: Legacy (TV) : Lord Nelson (voix)
- 2003 : Star Wars: Clone Wars (série télévisée) : C-3PO (voix)
- 2004 : Ghosts of Albion: Embers (TV) : Lord Nelson (voix)
- 2005 : Star Wars, épisode III : La Revanche des Sith (Star Wars: Épisode III - Revenge of the Sith) : C-3PO et caméo en tant que Lieutenant Dannl Faytonni
- 2006 : Doctors (série télévisée) : Justin Watts
- 2008 : Star Wars: The Clone Wars : C-3PO (voix)
- 2008- 2013 : Star Wars: The Clone Wars (série télévisée) : C-3PO (voix)
- 2011- 2014 : Lego Star Wars : Les Chroniques de Yoda (série télévisée) : C-3PO (voix)
- 2011 : Lego Star Wars : La Menace Padawan (TV) : C-3PO (voix)
- 2014 : Star Wars Rebels (série télévisée) : C-3PO (voix)
- 2015 : Star Wars, épisode VII : Le Réveil de la Force : C-3PO
- 2016 : Rogue One : A Star Wars Story : C-3PO
- 2017 : Star Wars : Forces du destin : C-3PO (voix)
- 2017 : Star Wars, épisode VIII : Les Derniers Jedi : C-3PO
- 2018 : Solo : A Star Wars Story de Ron Howard : Tak
- 2019 : Star Wars, épisode IX : L'Ascension de Skywalker (Star Wars: Episode IX – The Rise of Skywalker) de J. J. Abrams : C-3PO
- 2022 : Star Wars: Obi-Wan Kenobi : C-3PO (saison, 1 épisode 1)
- 2023 : Ahsoka :  C-3PO (saison, 1 épisode 7)

## Voix francophones
Pour son rôle de C-3PO, Anthony Daniels est principalement doublé par Roger Carel entre 1977 et le début des années 2010. Il le double notamment dans les première et deuxième trilogies, le second doublage de Droïdes : Les Aventures de R2-D2 et C-3PO, la série Star Wars: Clone Wars ainsi que dans les trois premières saisons de Star Wars: The Clone Wars.
Par la suite, Jean-Claude Donda devient sa voix régulière à partir de la quatrième saison de Star Wars: The Clone Wars. Il le retrouve notamment dans la troisième trilogie, Star Wars Rebels, Rogue One: A Star Wars Story, Star Wars : Forces du destin ou encore Lego Star Wars : Joyeuses Fêtes. Dans Lego Star Wars : Les Chroniques de Yoda, il est remplacé au cours de la série par Philippe Tasquin qui le retrouve par la suite dans Lego Star Wars : Les Contes des Droïdes. Enfin, Philippe Dumat le double dans le premier doublage de Droïdes : Les Aventures de R2-D2 et C-3PO tandis que Jacques Ferrière le double dans Au temps de la guerre des étoiles. Pour son rôle dans Le Seigneur des anneaux, il est doublé par  Pierre Arditi.